# Rishang Keishing
Rishang Keishing (* 25. Oktober 1920 (nach anderen Angaben: 25. Oktober 1919) in Bungpa Khunou, Distrikt Ukhrul, Präsidentschaft Bengalen, Britisch-Indien; † 22. August 2017 in Imphal, Manipur) war ein indischer Politiker der Sozialistischen Partei Indiens (SPI) sowie des Indischen Nationalkongresses (INC), der sowohl Mitglied der Lok Sabha, des Unterhauses des indischen Parlaments, als auch Mitglied der Rajya Sabha, des Oberhauses des Parlaments, war. Er fungierte des Weiteren drei Mal als Chief Minister von Manipur. Er gehörte von 1952 bis 2014 mit kurzen Unterbrechungen über 60 Jahre lang Mitglied einer Parlamentarischen Vertretung Indiens an.

## Leben

### Mitglied der ersten Lok Sabha und Engagement in Manipur
Rishang Keishing, Sohn von Rungdileng Keishing und Angehöriger der Volksgruppe der Tangkhul Naga, begann nach dem Besuch der Christian  High School ein grundständiges Studium am 1830 gegründeten Scottish Church College sowie am St. Paul’s Cathedral Mission College, das er mit einem Bachelor of Arts (B.A.) beendete. Er begann seine berufliche Laufbahn als Lehrer an einer High School in Ukhrul sowie einer anderen High School in Phungyar, an der er auch als Rektor tätig war. Er trat 1947 als Mitglied der Sozialistischen Partei Indiens (SPI) bei und gehörte dieser bis 1964 an. Er wurde bei der ersten Wahl zwischen dem 25. Oktober 1951 und dem 21. Februar 1952 zum Mitglied der Lok Sabha gewählt, des Unterhauses des indischen Parlaments, und gehörte dieser bis zur Wahl zwischen dem 24. Februar 1957 und dem 15. März 1957 an. Nach der indischen Verfassung vom 26. Januar 1950 wurde Manipur ein Staat der Kategorie C, der von einem von der Zentralregierung ernannten Chief Commissioner regiert wurde. Von nicht wenigen Bewohnern Manipurs wurde diese Entwicklung als ein Rückschritt und nicht demokratisch legitimierter Akt gesehen, zumal die erst 1948 eingerichtete gewählte Volksvertretung wieder aufgelöst wurde. Er war daraufhin einer der maßgeblichen Organisatoren der Selbstverwaltungskampagne Assembly Demand der Satyagraha-Bewegung, die aus der Sozialistischen Partei und Freiwilligen aus den Bergregionen Manipurs bestand, und wurde für dieses Engagement 1954 erstmals festgenommen und inhaftiert.
Keishing engagierte sich auch danach weiter für die Angelegenheiten der Scheduled Tribes, also eine in Indien rechtsgültige verwaltungstechnische Einteilung für soziokulturell oder ethnolinguistisch definierte Gruppe von sozial benachteiligten indigenen Volksgruppen, denen nach der indischen Verfassung als „schwächeren Teilen der Bevölkerung“ Schutz, staatliche Wohlfahrts- und Förderprogramme, Sonderrechte und in Nordostindien teils eine autonome Selbstverwaltung eingeräumt werden. Er war zwischen 1956 und 1960 Präsident der Liga der Tangkhul Naga (Tangkhul Naga Long). Mit der Reorganisation der Bundesstaaten im States Reorganisation Act 1956 wurde Manipur ein Unionsterritorium und erhielt 1957 einen Territorialrat (Territorial Council), der aus 30 gewählten und zwei vom Staatspräsidenten ernannten Mitgliedern bestand. Er gehörte daraufhin zwischen 1957 und 1962 als Mitglied dem Territorialrat von Manipur an. Des Weiteren wurde er 1958 Vorsitzender der Phungyar High School und Mitglied des Beirates der Stämme Manipurs (Manipur Tribal Advisory Board). Für sein Engagement für die Scheduled Tribes und die Forderung der Selbstverwaltung wurde er 1960 erneut festgenommen und inhaftiert. Nach seiner Haftentlassung wurde er 1960 im Territorialrat von Manipur ferner Mitglied des Wälderausschusses, des Wirtschaftsausschusses sowie des Evaluierungsausschusses für Kraftwerke.

### Wiederwahl in die Lok Sabha, Minister und Oppositionsführer in Manipur
Bei der Wahl in der Woche vom 19. bis 25. Februar 1962 wurde Rishang Keishing für die Sozialistische Partei für den Wahlkreis Outer Manipur (Reserved—Scheduled Tribes) erneut zum Mitglied der Lok Sabha gewählt und gehörte dieser damit als Vertreter eines speziell für die indigenen Volksgruppen reservierten Wahlkreises bis zur Wahl vom 15. bis 21. Februar 1967 an.
Im Juni 1963 wurde der Legislativ-Rat in eine territoriale Legislativ-Versammlung umgewandelt, die sich aus 30 gewählten und 2 nominierten Mitgliedern zusammensetzte und am 23. Juli 1963 ihre Arbeit aufnahm. Nach seinem Ausscheiden aus der Lok Sabha war er zwischen 1967 und 1971 Mitglied der Territorialen Legislativversammlung des Unionsterritoriums von Manipur, nach dem der bisherige Territorial Council im Juni 1963 in die Territorial Legislative Assembly umgewandelt wurde, bestehend aus 30 gewählten und 2 nominierten Mitgliedern. Am 21. Januar 1972 erhielt Manipur den Status eines Bundesstaats mit vollen Rechten. Daraufhin wurde er – nunmehr als Mitglied Indischen Nationalkongresses (INC) – erstmals Mitglied der Legislativversammlung (Manipur Legislative Assembly), der er fast 30 Jahre lang bis 2001 angehörte. In der Regierung von Chief Minister Raj Kumar Dorendra Singh war er zwischen 1974 und 1976 Minister sowie im Anschluss von 1976 bis 1980 als Leader of Opposition Oppositionsführer in der Manipur Legislative Assembly..

### Chief Minister von Manipur und Rajya Sabha-Mitglied
Als Nachfolger von Raj Kumar Dorendra Singh wurde Rishand Keishing am 27. November 1980 erstmals Chief Minister von Manipur und bekleidete das Amt bis zum 27. Februar 1981, woraufhin eine sogenannte Präsidialregierung (President’s rule) eingesetzt wurde. Nach Ablauf dieser Präsidialregierung übernahm er am 19. Juni 1981 zum zweiten Mal das Amt des Chief Minister und hatte dieses bis zum 3. März 1988 inne, ehe am darauf folgenden 4. März 1988 Raj Kumar Jaichandra Singh seine Nachfolge antrat. Er zugleich zwischen 1985 und 1987 Vorsitzender der Manipur Film Literature Corporation. Als Nachfolger von Dasarath Deb von der Communist Party of India (CPI) sowie einer weiteren fast einjährigen President’s rule zwischen dem 31. Dezember 1993 und dem 13. Dezember 1994 übernahm er schließlich am 14. Dezember 1994 zum dritten Mal den Posten als Chief Minister von Manipur und bekleidete diesen weitere drei Jahre lang bis zum 15. Dezember 1997, woraufhin Wahengbam Nipamacha Singh von der Manipur State Congress Party (MSCP) Nachfolger wurde.
Am 10. April 2002 wurde Keishing für den INC zum ersten Mal Mitglied der Rajya Sabha, des Oberhauses des Parlaments, und gehörte diesem nach seiner Wiederwahl am 10. April 2008 als Vertreter des Bundesstaates von Manipur bis zum 9. April 2014 angehörte. Als noch lebendem Mitglied der ersten Lok Sabha wurde ihm von Premierminister Atal Bihari Vajpayee im Dezember 2003 anlässlich der 200. Sitzung der Rajya Sabha gratuliert. Des Weiteren empfing er am 13. Mai 2012 die Glückwünsche des Staatspräsidenten, des Premierministers, des Sprechers der Lok Sabha sowie des Vorsitzenden der Rajya Sabha anlässlich des 60. Jubiläums des Parlaments. Aus seiner am 15. April 1950 geschlossenen Ehe mit Khattingla gingen vier Söhne und zwei Töchter hervor.